# كاثرين والش
كاثرين والش (بالإنجليزية: Katherine Walsh)‏ هي ممثلة أمريكية، ولدت في 11 أبريل 1947 في مقاطعة كينتون في الولايات المتحدة، وتوفيت في 7 أكتوبر 1970 في لندن في المملكة المتحدة.

## وصلات خارجية
- كاثرين والش على موقع IMDb (الإنجليزية)
- كاثرين والش على موقع قاعدة بيانات الفيلم (الإنجليزية)